# Clasificación ecológica de tierras
La clasificación ecológica de tierra (del inglés: Ecological land classification); en francés: classification écologique des terres se define como un proceso que permite definir y clasificar zonas ecológicas distintas en función de su geología, topografía, suelos, vegetación, condiciones climáticas, especies que la habitan, hábitats y recursos hídricos, así como factores antropogénicos. Estos factores controlan e influyen la composición biótica y los procesos ecológicos.
crucial en materia de clasificación de tierras es que cada una de las áreas definidas o bien permanece igual a lo largo de un cierto período de tiempo o muestra un cambio gradual lento, sin grandes cambios repentinos. Esto significa que el sistema está en una especie de equilibrio, revelando una cierta autorregulación o proceso de homeostasis. La gestión del territorio, por lo general, tiene como objetivo un estado estacionario (persistente o al menos relativamente constante), lo que sugiere tanto la conservación pura (prevención de daños) o por lo menos la sostenibilidad (sin deterioro por el uso).
Los sistemas de clasificación de tierras se pueden utilizar para planificar el uso futuro de las tierras, así como en un objetivo de toma de decisiones en materia de conservación. Estas clasificaciones pueden ser aplicadas a diferentes escalas de acuerdo con un enfoque holístico.

## Antecedentes: otros tipos de clasificación
Se han desarrollados muchos sistemas, esquemas y listas diferentes de clasificación de tierras, especialmente en el contexto de la aplicación de los sistemas de conservación. Cada una de las disciplinas que estudian estos temas ha propuesto su propio sistema de clasificación:
- Biogeografía: provincias biogeográficas, teniendo en cuenta la flora y la fauna;
- Fitogeografía: relacionado con la distribución geográfica de las especies de plantas.
- Botánica: provincias florísticas, basadas en la flora y las comunidades de plantas.
- Zoología: provincias zoogeográficas, basadas en las comunidades faunísticas.
- Conservación - capacidad del ecosistema de aproximación y potenciales.
- Geología y Pedología: según la materia física y la energía que constituyen la Tierra.

## Clasificación ecológica de tierras
También se han desarrollado varias clasificación ecológicas de tierras, inspirándose una parte de la lista que sigue en el sistema de dominio geográfico propuesto por Miklos Udvardy el marco del Programa sobre el Hombre y la Biosfera, publicado en 1975 y actualizado en 1982.
| Medio ambiente      | Siglas | Superficie         | Características                                                              | Área biogeográfica                       |
| ------------------- | ------ | ------------------ | ---------------------------------------------------------------------------- | ---------------------------------------- |
| Ecozona             | (EZO)  | > 62.500 km²       | Atmósfera Geología                                                           | Biosfera Bioma                           |
| Ecoprovincia        | (EPR)  | 2.500 a 62.500 km² | Atmósfera Geología                                                           | Biosfera Bioma                           |
| Ecorregión          | (ERE)  | 100 a 2.500 km²    | Geología Hidrología subterránea e Hidrología de superficie                   | Bioma Paisaje                            |
| Ecodistrito         | (EDI)  | 625 a 10.000 ha    | Geología Hidrología subterránea e Hidrología de superficie Suelo             | Bioma Paisaje Ecosistema                 |
| Ecosección          | (ESC)  | 25 a 625 ha        | Geología Hidrología subterránea e Hidrología de superficie Suelo Flora Fauna | Bioma Paisaje Ecosistema Hábitat         |
| Ecositio o ecoserie | (ESR)  | 25 a 625 ha        | Hidrología subterránea e Hidrología de superficie Suelo Flora Fauna          | Paisaje Ecosistema Hábitat Micro-hábitat |
| Ecotopo             | (ETO)  | 0,25-1,5 ha        | Hidrología de superficie Suelo Flora Fauna                                   | Paisaje Ecosistema Hábitat Micro-hábitat |
| Ecoelemento         | (EEL)  | 0,25-1,5 ha        | Hidrología de superficie Suelo Flora Fauna                                   | Paisaje Ecosistema Hábitat Micro-hábitat |

## Clasificación de áreas biogeográficas
| Sistema ecológico | Factores bióticos        | Factores abióticos                          | Escala             |
| ----------------- | ------------------------ | ------------------------------------------- | ------------------ |
| Biosfera          |                          | Atmósfera, hidrosfera, litosfera, criosfera | Muy grande escala  |
| Bioma             | Fisiocenosis             | Fisiotopo                                   |                    |
| Paisaje           | Fisiocenosis             | Fisiotopo                                   |                    |
| Ecosistema        | Biocénosis               | Biotopo                                     | Pequeña escala     |
| Hábitat           | Comunidad                | Factores físico-químicos                    |                    |
| Micro-hábitat     | Poblaciónn (especímenes) | Factores físico-químicos                    | Muy pequeña escala |

## Jerarquía de los niveles de clasificación en ecología en comparación con otras disciplinas
Esta tabla de clasificación muestra los términos de clasificación paralelos que se usan en similares escalas espaciales utilizados en el estudio de los bióticos y abióticos componentes de los ecosistemas y la Tierra. Cada sistema propone términos que a veces se usan, con criterios pocos estrictos, como sinónimos.
This classification table shows the parallel classification terms in similar spatial scales used in the study of the biotic and abiotic components of ecosystems and the Earth.
De la más grande, en la parte superior, a la más pequeña, en la parte inferior, los niveles de clasificación son los siguientes:
|                                                                | Biótico      | Biótico                        | Biótico                              | Abiótico     | Abiótico     | Abiótico    |
| -------------------------------------------------------------- | ------------ | ------------------------------ | ------------------------------------ | ------------ | ------------ | ----------- |
| ECOLOGÍA                                                       | BIOGEOGRAFÍA | ZOOGEOGRAFÍA                   | FITOGEOGRAFÍA                        | FiSIOGRAFÍA  | GEOLOGÍA     | PEDOLOGÍA   |
| ecosfera                                                       | biosfera     | zoosfera                       | fitosfera                            | fisiosfera   | geosfera     | pedosfera   |
| ecozona                                                        | bioma        | zoozona (región zoogeográfica) | reino floral                         |              |              |             |
| ecoprovincia                                                   | bioprovincia | zooprovincia                   | provincia floral - phytochorion      |              | geoprovincia |             |
| ecorregión                                                     | biorregión   | zoorregión                     | región floral - provincia florística | fisiorregión | georregión   | pedorregión |
| ecodistrito                                                    | biodistrito  |                                |                                      |              |              |             |
| ecosección                                                     | biosección   |                                |                                      |              |              |             |
| ecositio                                                       | biositio     |                                |                                      |              |              |             |
| ecotopo                                                        | biotopo‡     | zootopo‡                       | fitotopo‡                            | fisiootopo   | geotopo‡     | pedotopo    |
| ecoelemento                                                    | bioelemento  |                                |                                      |              | geoelemento  |             |
| Fuentes: ‡ Estos términos son préstamos de la ciencia alemana. |              |                                |                                      |              |              |             |

### Sistema de la WWF
| Biosfera | Ecozonas o reinos         | Biomas terrestres (tipo hábitat mayor)                   | Biomas terrestres (tipo hábitat mayor)    | Ecorregiones | Ecosistemas (biotopos) |
| Biosfera | Ecozonas o reinos         | Biomas de agua dulce (tipo hábitat mayor)                | Biomas de agua dulce (tipo hábitat mayor) | Ecorregiones | Ecosistemas (biotopos) |
| Biosfera | Ecozonas marinas o reinos | Biomas de la plataforma continental (tipo hábitat mayor) | (Provincias marinas)                      | Ecorregiones | Ecosistemas (biotopos) |
| Biosfera | Ecozonas marinas o reinos | Biomas mares profundos o abiertos (tipo hábitat mayor)   |                                           |              |                        |
| Biosfera | Biomas endolíticos        |                                                          |                                           |              |                        |